# Henry Sutton
Henry Sutton (1637 – 1665) è stato un fabbricante di strumenti scientifici britannico.

## Biografia
Fabbricante londinese di strumenti, operò soprattutto fra il 1650 e il 1661. Fu uno dei più conosciuti incisori di scale, quadranti e altri strumenti scientifici. Lavorarono con lui Samuel Knibb (1625-1674) e John Marke (XVII secolo).